# Сан Баронто (Пистоја)
Сан Баронто је насеље у Италији у округу Пистоја, региону Тоскана.
Према процени из 2011. у насељу је живело 522 становника. Насеље се налази на надморској висини од 346 м.